# مارغريت فيشباك
مارغريت فيشباك (بالإنجليزية: Margaret Fishback)‏ هي كاتِبة وشاعرة أمريكية، ولدت في 10 مارس 1900، وتوفيت في 25 سبتمبر 1985.